# Museum der Deutschen Binnenschifffahrt

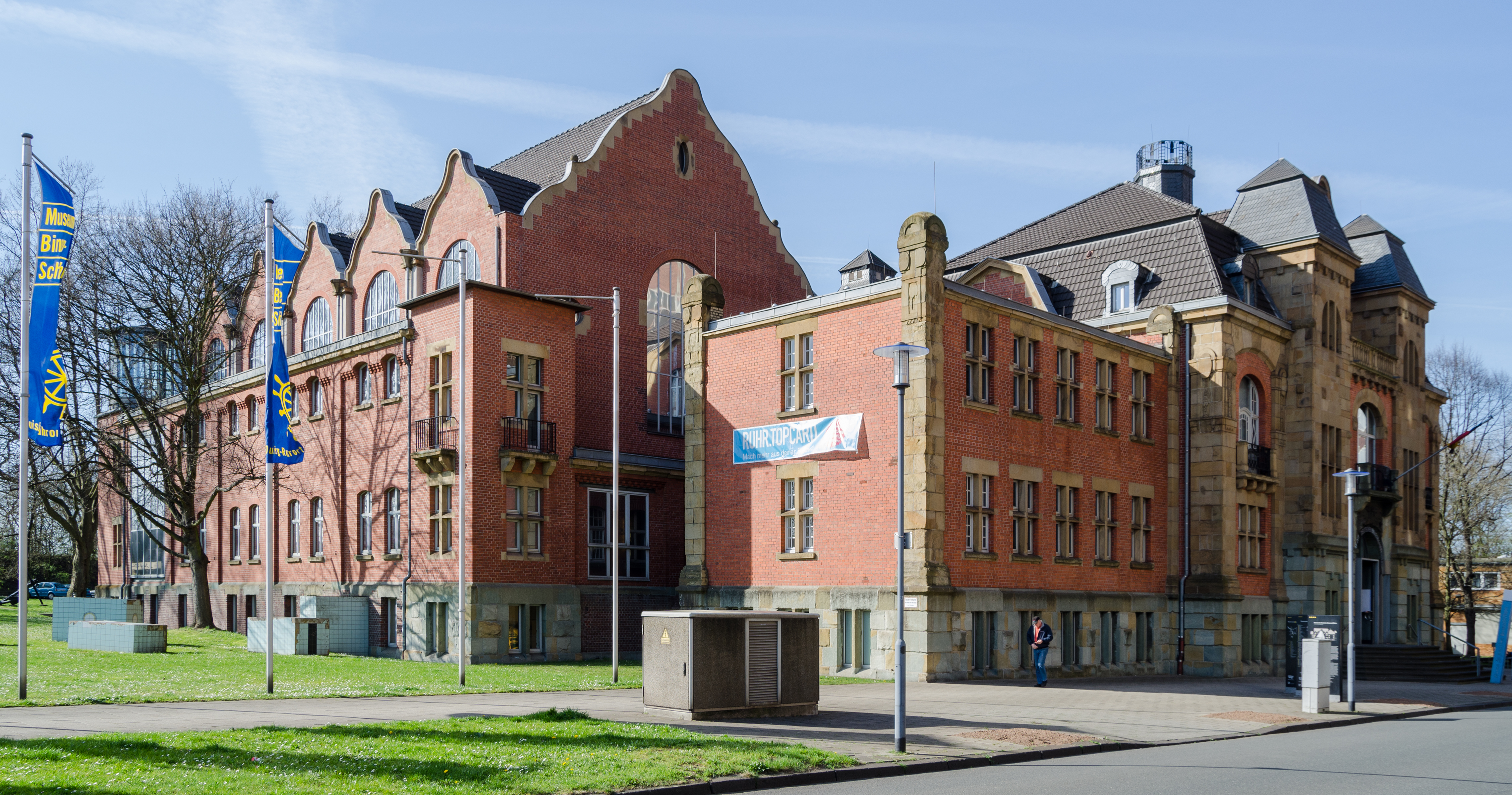
Das ehemalige Hallenbad, 1908–1910 von August Jording erbaut, ist heute Heimat des Museums der Deutschen Binnenschifffahrt (2015)

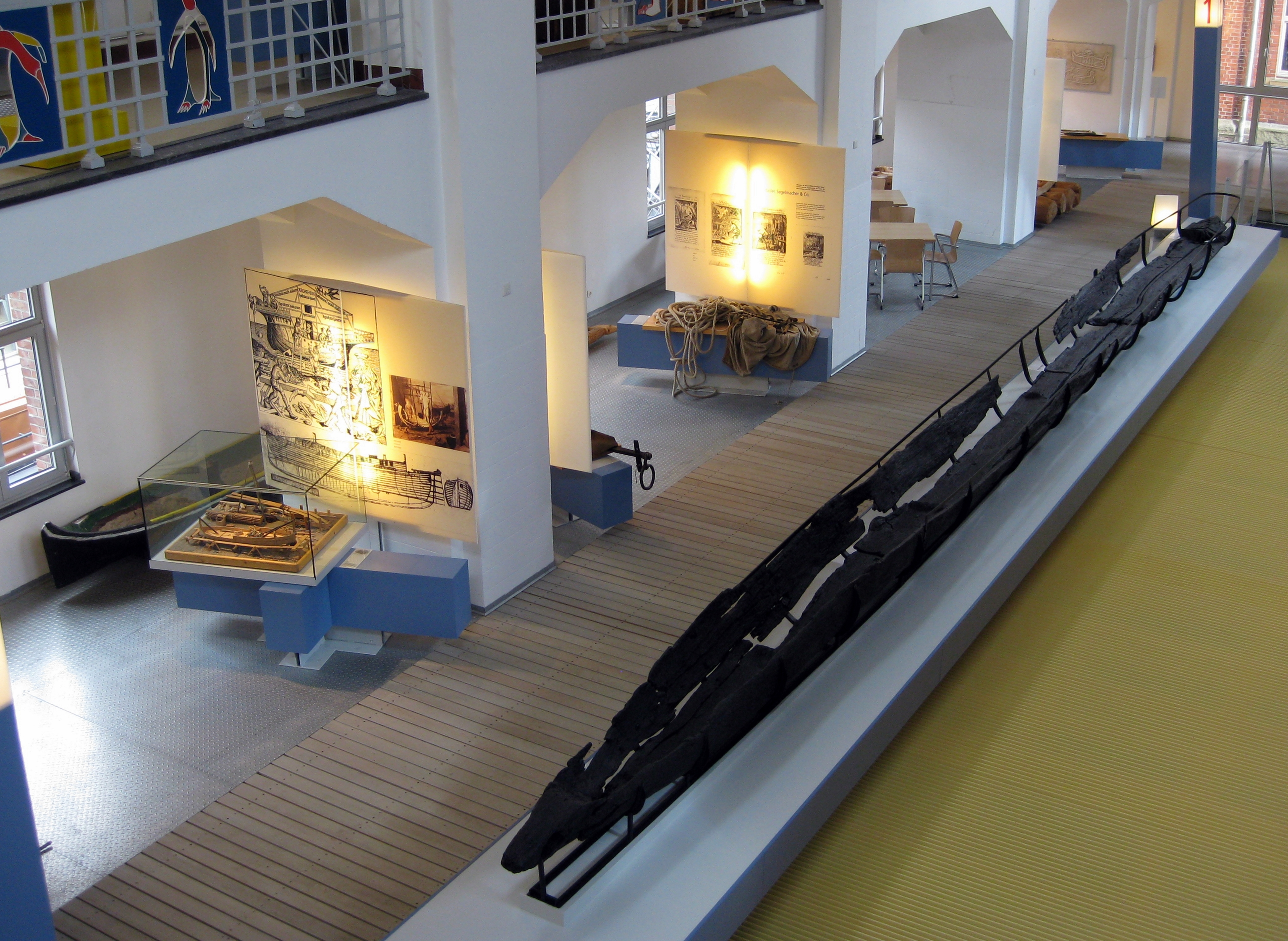
Exponate des Museums; im Vordergrund ein über 15 m langer Einbaum der Spät-Latène-Zeit, 1950 geborgen aus der unteren Lippe bei Gartrop-Bühl (daher Einbaum von Gartrop-Bühl), einem Ortsteil von Hünxe

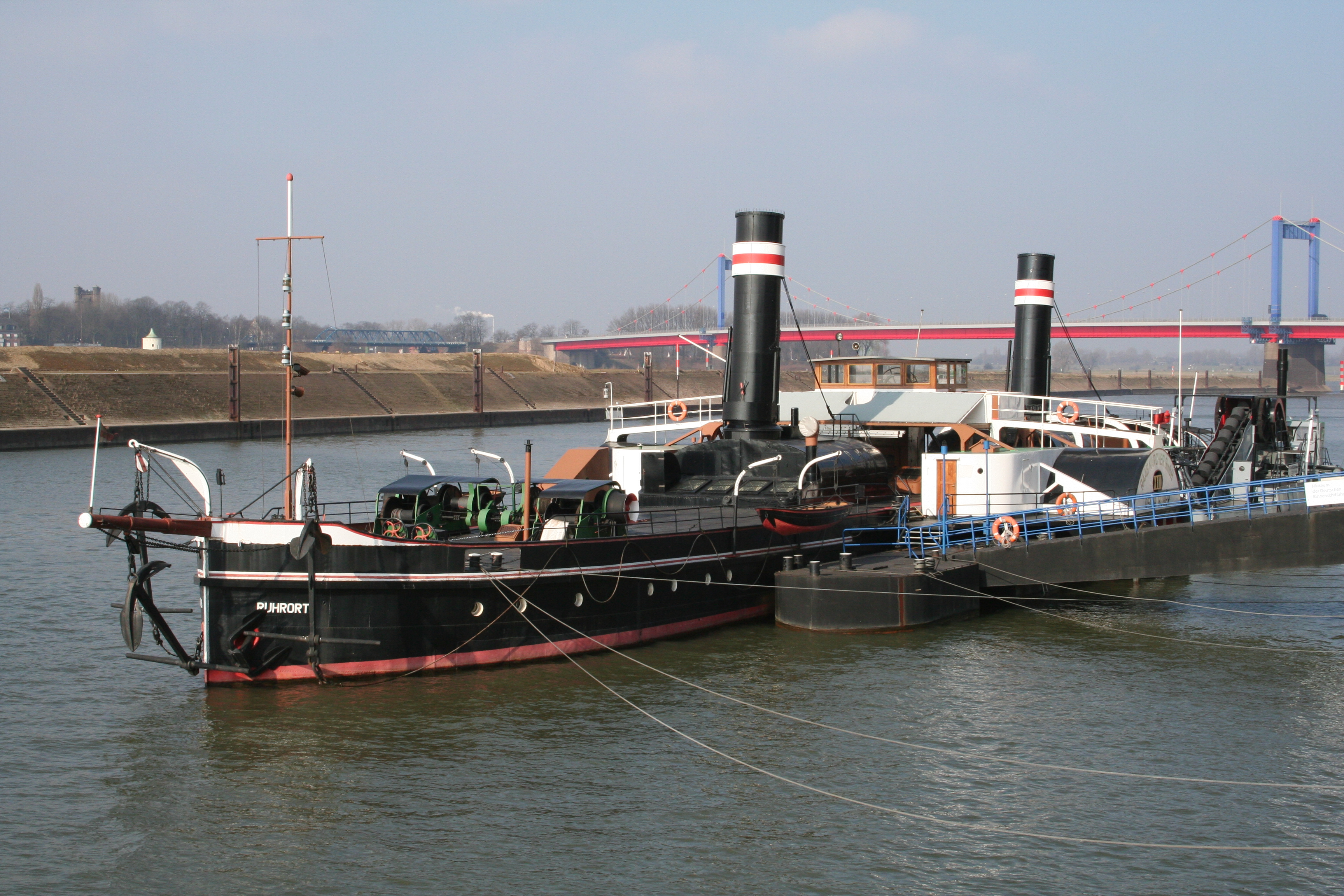
Museumsschiff Oscar Huber

Das 1974 gegründete Museum der Deutschen Binnenschifffahrt liegt im Duisburger Stadtteil Ruhrort, der Keimzelle der Duisburg-Ruhrorter Häfen, die den größten europäischen Binnenhafenkomplex bilden.
Die Idee zur Gründung eines Museums für die Geschichte der Binnenschifffahrt wurde in Duisburg bereits im Nachkriegsdeutschland verfolgt. Insbesondere die damaligen Leiter des Niederrheinischen Museums, des heutigen Kultur- und Stadthistorischen Museums, Cornelius Ankel und Gernot Tromnau, förderten die Errichtung eines solchen Museums.
Mit dem Ankauf des Museumsschiffs Oscar Huber im Jahre 1974 erreichte die Gesellschaft zur Förderung des Museums der Deutschen Binnenschiffahrt ihr erstes Etappenziel. 1979 erfolgte der Einzug der ersten Sammlung in das ehemalige Ruhrorter Rathaus.
1998 erfolgte im Rahmen der Internationalen Bauausstellung Emscher Park (IBA) der Umzug in das ehemalige Ruhrorter Hallenbad, wodurch die zahlreichen Exponate rund um die Technik-, Wirtschafts- und Sozialgeschichte der Binnenschifffahrt eine der Größe der Sammlung angemessene Heimat gefunden haben.
In der ehemaligen Herrenschwimmhalle befindet sich mit der holländischen Tjalk Goede Verwachting ein mit gehissten Segeln ausgestatteter Frachtsegler aus dem Jahre 1913. In der Damenschwimmhalle wird ein begehbarer Nachbau eines Binnenschiffes ausgestellt, der als Spielschiff und als Veranstaltungsfläche genutzt werden kann. Das Hauptthema in dieser Halle ist das Leben und Arbeiten an Bord.
In der Nähe zum Museum, am Steiger Schifferbörse, liegen drei Museumsschiffe, von denen zwei besichtigt werden können:
- Seitenradschleppdampfer Oscar Huber der früheren Reederei Raab Karcher.
- Eimerkettendampfbagger Minden

Sie sind von Ostern bis Anfang Oktober für Besucher geöffnet. Das dritte Schiff ist das Kranschiff Fendel 147, das derzeit zur Besichtigung vorbereitet wird. Das Museum der Deutschen Binnenschifffahrt ist Teil der Route der Industriekultur.